# Gora Gubareva
Gora Gubareva är ett berg i Antarktis. Det ligger i Östantarktis. Australien gör anspråk på området. Toppen på Gora Gubareva är 977 meter över havet.
Terrängen runt Gora Gubareva är huvudsakligen kuperad, men åt nordväst är den bergig. Trakten är obefolkad. Det finns inga samhällen i närheten.